# Timoniella praeteritum
Timoniella praeteritum är en plattmaskart. Timoniella praeteritum ingår i släktet Timoniella och familjen Acanthostomatidae. Inga underarter finns listade i Catalogue of Life.